# تغییر زیست‌محیطی

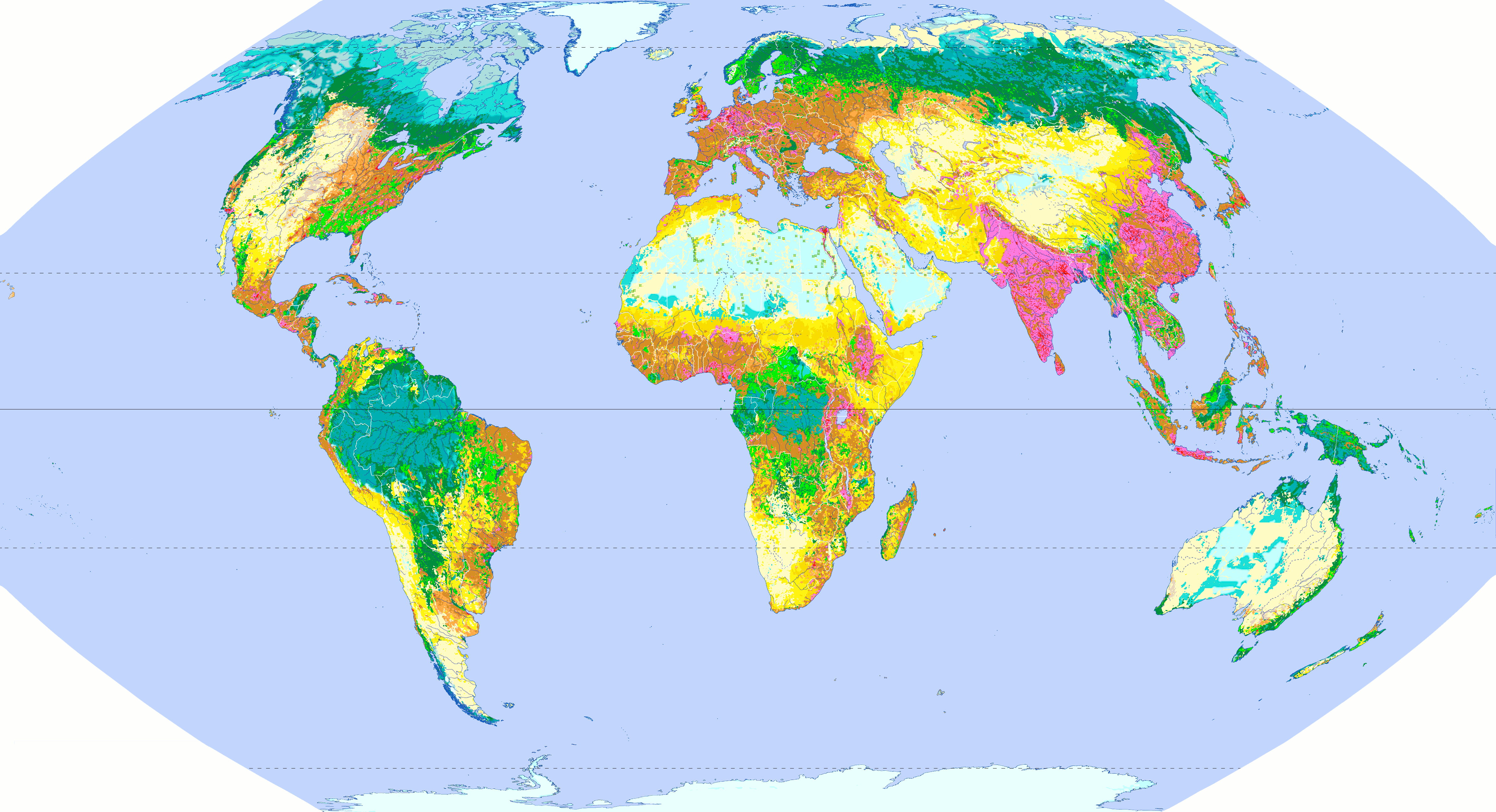
نقشه زیست‌محیطی جهان

تغییر زیست‌محیطی یا دگرگونی زیست‌محیطی (به انگلیسی: Environmental change)، هر نوع دگرگونی یا آشفتگی در محیط بیوفیزیکی است که اغلب در اثر تأثیر انسانی و فرآیندهای بوم‌شناختی طبیعی ایجاد می‌شود. تغییرهای زیست‌محیطی شامل عوامل مختلفی مانند رخدادهای طبیعی، دخالت‌های انسانی یا برهم‌کنش با جانوران است. تغییرهای زیست‌محیطی نه تنها تغییرهای فیزیکی، بلکه عواملی مانند هجوم گونه‌های مهاجم را نیز دربر می‌گیرد.